# 十津川村立平谷小学校
十津川村立平谷小学校（とつかわそんりつ ひらたにしょうがっこう）は、奈良県吉野郡十津川村折立にあった公立小学校である。

## 概要
十津川村の南部、玉置山の北西に位置していた。
元は大字平谷の、十津川（二津野ダム湖）と国道168号線に挟まれた場所にあった。徒歩で30分ほど西南西に行ったところに奈良県立十津川高等学校がある立地であった。
しかし、2017年（平成29年）4月から十津川村立西川第一小学校・十津川村立西川第二小学校と統合した十津川村立十津川第二小学校が上記校地を利用することになり、工事が必要となった。そのため、2012年（平成24年）9月に大字折立の旧折立中学校の校地に移転した。
2015年度の児童数は34（1年生5、2年生4、3年生3、4年生10、5年生5、6年生7）、教員数11、職員数4。

## 沿革
- 2012年（平成24年）9月1日 - 十津川村大字平谷256番地から十津川村大字折立290番地に移転。旧折立中学校校舎を補強改修して使用[4]。
- 2017年（平成29年）4月1日 - 十津川村立西川第一小学校・十津川村立西川第二小学校と統合し十津川村立十津川第二小学校が開校したことに伴い閉校[5]。

## 学区
十津川村のうち、折立、山手谷、二津野、平谷、込之上、樫原、那知合、谷垣内、山手、猿飼、桑畑、七色。

## 主な進学先
公立学校の場合は、十津川村立十津川中学校へ進学していた。　

## 周辺
- 国道168号